# Morgencafé for Hjemløse
 Der er for få eller ingen kildehenvisninger i denne artikel, hvilket er et problem. Du kan hjælpe ved at angive troværdige kilder til de påstande, som fremføres i artiklen.

Morgencafé for Hjemløse er et socialpædagogisk tilbud under Fonden Morgencafé for Hjemløse. Det overordnede formål er at imødekomme nogle af de mest basale behov hos unge og ældre hjemløse, ensomme, psykisk syge og alkohol- og stofmisbrugere. Et tilbud som anerkender de hjemløse som individer og viser, at de som samfundets dårligst stillede også har værdi.
Helt konkret byder Morgencafé for hjemløse på morgenmad, varm frokost og omsorgsgivende omgivelser alle hverdage fra kl. 7-13.

## Hjælperiet
Morgencafé for Hjemløse har også et tilbud, hvor hjemløse og socialt udsatte kan få gratis tøj, sko, soveposer samt andre basale fornødenheder til personlig hygiejne. Tilbuddet hedder Hjælperiet, og filosofien bag tøjbutikken er, at selv om man er hjemløs, har man krav på at have ordentligt og rent tøj. Både tøj, fodtøj og andet udstyr som soveposer og telte er doneret af private og efterfølgende ordnet og sorteret, så det er klar til Hjælperiets brugere. Inspirationen til butikken er hentet i USA og i modsætning til mange andre foreningers tøjindsamlinger og genbrugsbutikker, hvor det bedste tøj i vid ustrækning bliver solgt videre til almindelige forbrugere eller genbrugt i tekstilindustrien, så garanterer Hjælperiet, at alt brugbart tøj afleveret i butikken kun kommer de trængte til gode.

## Priser

### Kronprinsparrets Pris
I 2008 modtog Morgencafé for Hjemløse Kronprinsparrets pris. Under prisuddelingen udtalte H.K.H. Kronprinsesse Mary om Morgencafé for Hjemløse: "Morgencafeen tildeles den humanitære pris for medarbejdernes og de frivilliges store engagement – og for deres anerkendende, kvalificerede og respektfulde støtte til de hjemløse."

### AOK's pris–Årets Københavner
Leder af Morgencafé for Hjemløse, Michael Espensen, modtog i 2013 AOK’s pris som årets københavner for sit mangeårige engagement i Morgencaféen.